# مايك فيتزجيرالد (لاعب كرة قدم أمريكية)
مايك فيتزجيرالد (بالإنجليزية: Mike Fitzgerald)‏ هو لاعب كرة قدم أمريكية أمريكي، ولد في 4 مايو 1941 في ديترويت في الولايات المتحدة.